# ناحیه عفرون
ناحیه عفرون (به عربی: دائرة العفرون) یک ناحیه در الجزایر است که در استان البلیده واقع شده‌است. ناحیه عفرون ۴۲٬۹۷۵ نفر جمعیت دارد.